# Soliferreum

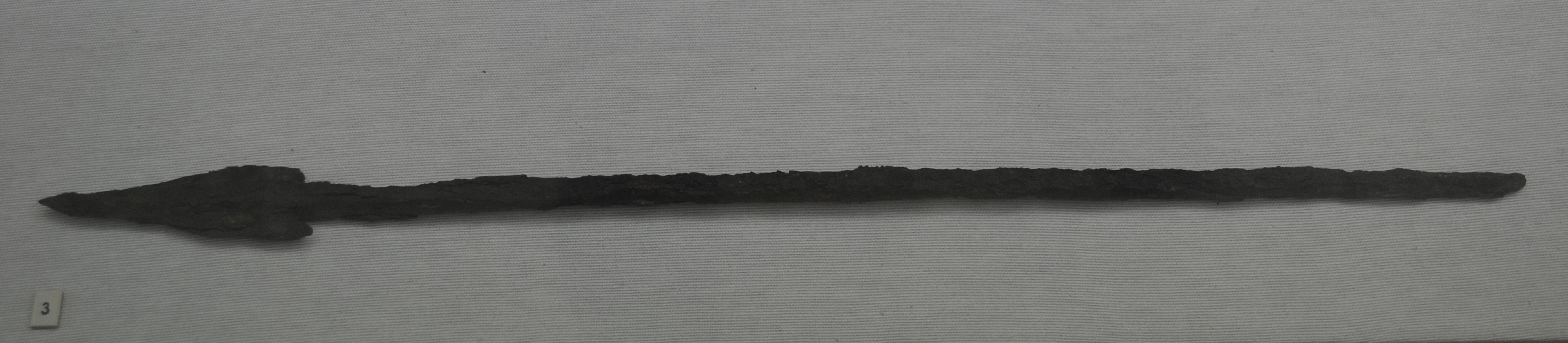
Soliferreum iber trobat a la Bastida dels Alcuses (Museu de Prehistòria de València).

El soliferreum és un tipus d'arma blanca de l'Antiguitat, concretament un tipus de llança d'origen hispà. Va ser creada a causa de la necessitat de disposar d'una arma llancívola que pogués aconseguir els 30 m en ser llançada, i que tingués la capacitat perforant suficient per travessar a aquesta distància escuts i cuirasses. Llançades en salves, podrien desorganitzar una formació enemiga i col·locar-la en desavantatge en el combat cos a cos que es produïa just després. La solució va ser una llança tota de ferro, forjada d'una sola peça, amb una longitud mitjana entorn dels 2 m. Mentre, a Roma, la solució va ser el pílum.
El soliferreum té una punta molt curta, que pot adoptar diverses formes: de vegades es tracta simplement d'un extrem agusat de l'astil, però és més freqüent que tingui dues petites aletes i, en els casos més elaborats, aquestes aletes tenen un o diversos ganxos, dissenyats perquè fos molt més difícil extreure la punta de la ferida, provocant esquinçaments. El astil ferri és de secció circular, més gruixut al centre i aprimat en els extrems. Per facilitar-ne l'adherència, la part central sovint s'engrosseix bastant i apareix forjada en forma facetada, i fins i tot té unes motllures separades uns 10 cm perquè la mà no rellisqui amb la suor.
Van haver de ser extremadament efectius com a armes llancívoles pesades, perquè el pes i la densitat del material del astil dotarien de gran capacitat perforant a l'estreta punta, mentre que l'astil penetraria sense fregament per l'orifici obert per aquella, en ser més estret encara (entorn d'1 cm de diàmetre); això permetria travessar un escut sense amb prou feines pèrdua d'impuls.
Les dades disponibles suggereixen que el soliferreum va aparèixer a la zona d'Aquitània i Llenguadoc, just al Nord dels Pirineus, cap al Segle VI aC, i que des d'allà es va estendre per la península Ibèrica, tant per les zones de la Meseta "cèltiques" com pel Llevant i Andalusia "ibèrics". Va ser a Ibèria on va aconseguir més èxit, doncs per dades arqueològiques i fonts literàries sabem que seguia en ús a l'arribada dels romans a la fi del segle iii aC, coexistint amb la falarica o pilum ibèric.
En morir el guerrer ibèric, i com succeïa amb totes les seves altres armes, el soliferreum era doblegat, inutilitzat i enterrat juntament amb el seu amo, perquè mitjançant una inversió simbòlica, ben documentada en fonts literàries, ressorgís intacte en el més enllà, com expliquen Heròdot o Llucià.